# Adventhaus (Berlin-Charlottenburg)

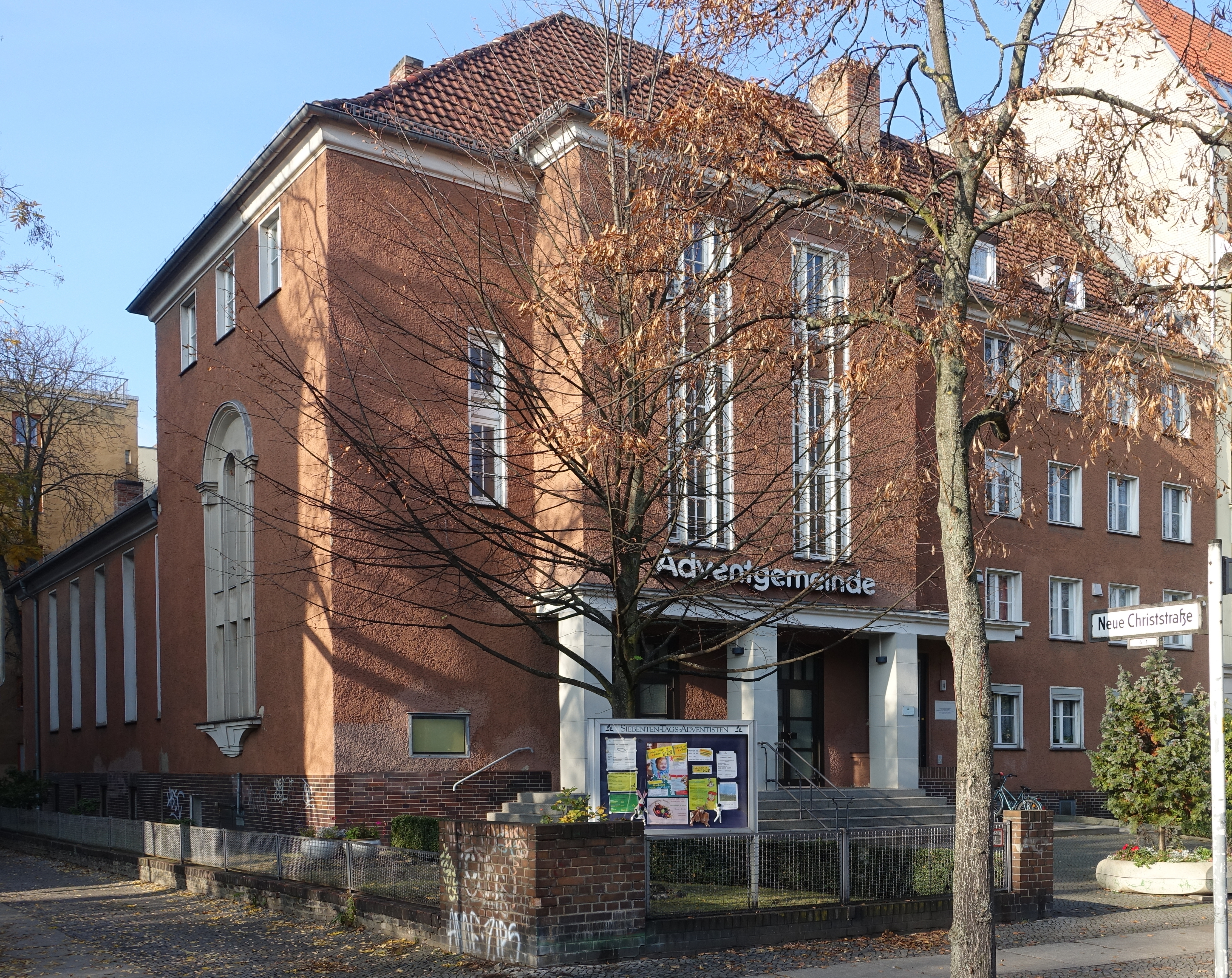
Adventhaus Charlottenburg

Das Adventhaus Charlottenburg, ein Gemeindezentrum der Freikirche der Siebenten-Tags-Adventisten, steht in der Schloßstraße 6 im Berliner Ortsteil Charlottenburg des Bezirks Charlottenburg-Wilmersdorf. Es wurde 1951 nach einem Entwurf des Architekten Friedrich Hübner-Hennig (Bauausführung K. Maerzke) errichtet.

## Geschichte
Im Jahr 1907 wurde die Charlottenburger Adventgemeinde gegründet. Von 1929 bis 1945 fanden die Gottesdienste in einer Kapelle in der Kantstraße statt, die in den letzten Tagen des Zweiten Weltkriegs zerstört wurde. Danach fanden sie in der Friedenskirche der Baptisten in der Bismarckstraße statt. Am 2. November 1950 kaufte die Gemeinde das Grundstück Schloßstraße 6. Hier stand ein im Zweiten Weltkrieg zerstörtes Freihaus, das von Johann Friedrich Eosander von Göthe stammte. Hier wohnte bis 1728 der Kammertürke Friedrich Wilhelm Hassan. Der Bildhauer Christian Daniel Rauch nutzte es von 1855 bis 1857. An beide Bewohner erinnert eine Berliner Gedenktafel.

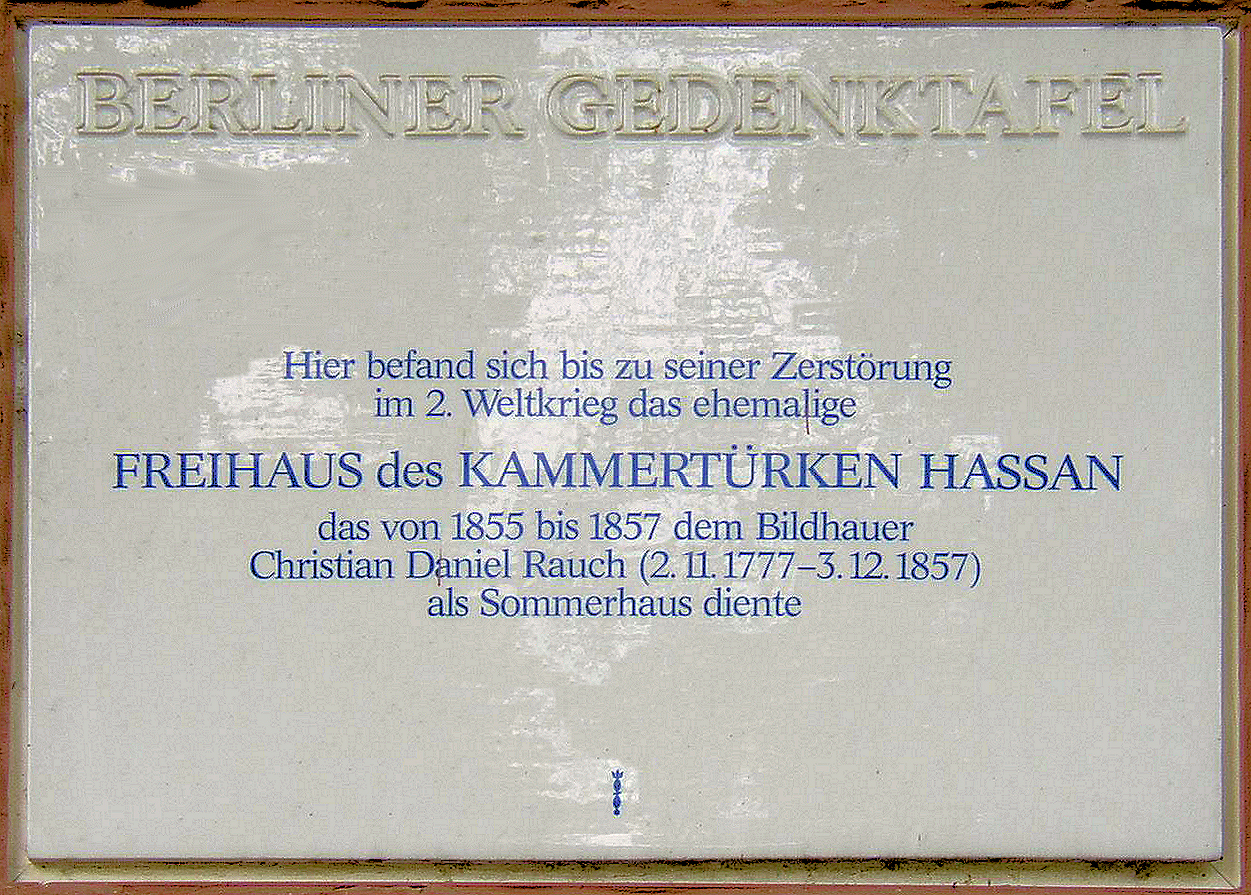
Berliner Gedenktafel

Die finanziellen Mittel für den Grundstückserwerb und den Bau kamen vor allem von Gemeindemitgliedern aus den USA.
Das Adventhaus wird heute nicht nur von der deutschen Gemeinde zu Gottesdiensten genutzt, sondern auch von einer englischen, einer polnischen, einer portugiesischen und einer spanischen Gemeinde.

## Baubeschreibung
Der von der Grundstückseinfriedung zurückgesetzte Gebäudekomplex an der Schloßstraße 6 Ecke Neue Christstraße hat einen L-förmigen Grundriss. Dem Mietshaus Schloßstraße 5 ist ein Gebäudetrakt in geschlossener Bauweise benachbart. Er ist mit einem zur Neuen Christstraße abgewalmten Satteldach bedeckt, das mit Dachgauben versehen ist. Der Teil des Gebäudetraktes, der an das benachbarte Mietshaus anschließt, hat vier Geschosse. Er enthält je eine Wohnung vom ersten bis vierten Geschoss und im Dachgeschoss.
Daneben befindet sich ein vierachsiger Gebäudeteil, der mit der zum Hof angebauten Kirche das eigentliche Gemeindezentrum bildet. Den beiden mittleren Achsen ist ein Erker vorgesetzt, der von drei Pfeilern gestützt wird, die auf einem Podest ruhen. Eine Freitreppe führt zu diesem Podest, durch ein zweitüriges Portal gelangt man zum Vorraum des Gemeindezentrums. In der Gebäudeachse rechts neben dem Erker führt das Treppenhaus zu den Räumen im Souterrain, zu den Wohnungen und zum Jugendraum über der Vorhalle. Über das linke Treppenhaus wird der Jugendraum ebenfalls erreicht, ferner gehen von ihm die Toiletten ab. Deren Fenster, außen am Giebel zur Neuen Christstraße, sind im Jugendstil gestaltet und verzieren die kahle Wand unterhalb der Fenster der Wohnung im vierten Geschoss, die vom rechten Treppenhaus bis hierhin reicht.
Der Kirchentrakt hat auf beiden Längsseiten fünf schmale und hohe Fenster. Er ist ebenfalls mit einem Satteldach bedeckt. Im Innern verbirgt sich darin eine Saalkirche, deren Decke zum Teil kassettiert ist. Der Kirchsaal wird vom Vorraum über mehrere Treppenstufen erreicht. Es gibt keinen feststehenden Altar. Lediglich ein schlichter Tisch steht vor der eingezogenen Apsis. Statt Kirchenbänken gibt es Stühle. Auf einer Empore über dem Eingangsbereich befindet sich die Orgel.